# Orthocis freudei
Orthocis freudei is een keversoort uit de familie houtzwamkevers (Ciidae). De wetenschappelijke naam van de soort werd in 1973 gepubliceerd door Abdullah.